# 신동근
신동근(申東根, 1961년 12월 22일~)은 대한민국의 치과의사이자 제20·21대 국회의원이다.

## 학력
- 전주팔복국민학교 졸업
- 완산중학교 졸업
- 전북기계공업고등학교 졸업
- 경희대학교 치의학 학사
- 서울대학교 대학원 치의학 석사
- 서울대학교 대학원 치의학 박사

## 경력
- 1990~신동근치과의원 원장
- 2000 건강사회를 위한 치과의사회 회장
- 2001 건강연대 공동대표
- 2002~2003 새천년민주당 인천광역시 지부 서구·강화군 을 지구당위원장
- 2002 제16대 대통령 선거 새천년민주당 노무현 대통령 후보  인천광역시당 서구·강화군 을 선거대책본부장
- 2007 제17대 대통령 선거 대통합민주신당 정동영 대통령 후보 인천광역시당 서구·강화군 을 선거대책위원회 위원장
- 2010~2011 민주당 인천광역시당 서구·강화군 을 지역위원회 위원장
- 2010. 7.~2011. 10. 제11대 인천광역시 정무부시장
- 2011. 12.~2013. 5. 민주통합당 인천광역시당 서구·강화군 을 지역위원회 위원장
- 2013. 5.~2014. 3. 민주당 인천광역시당 서구·강화군 을 지역위원회 위원장
- 2014. 3.~2014. 7. 새정치민주연합 인천광역시당 공동위원장
- 2014. 3.~2015. 12. 새정치민주연합 인천광역시당 서구·강화군 을 지역위원회 위원장
- 2015. 12.~2016. 5. 더불어민주당 인천광역시당 서구·강화군 을 지역위원회 위원장
- 2016년 4월 13일: 대한민국 제20대 국회의원 선거 당선(인천 서구 을, 더불어민주당, 초선)
- 2016. 5.~2024. 5. 더불어민주당 인천광역시당 서구 을 지역위원회 위원장
- 2016. 9.~2017. 5. 더불어민주당 정책위원회 부의장
- 2016. 9.~2018. 8. 더불어민주당 전략기획위원회 수석부위원장
- 2017. 4.~2017. 5. 제19대 대통령 선거 더불어민주당 문재인 대통령 후보 국민주권선거대책위원회 총괄부본부장
- 2017. 6.~ 더불어민주당 민생상황실 민생119팀 팀장
- 2018. 5.~2019. 5. 더불어민주당 원내부대표
- 2020년 4월 15일: 대한민국 제21대 국회의원 선거 당선(인천 서구 을, 더불어민주당, 재선)
- 2020. 8.~2021. 4. 더불어민주당 최고위원
- 2022. 9.~2023. 11. 더불어민주당 정책위원회 제3정책조정위원장
- 2024. 1.~2024. 3. 제22대 국회의원 선거 인천 서구 병 더불어민주당 국회의원 예비후보

### 의정 활동
- 2016. 5.~2020. 5. 제20대 국회의원(인천 서구 을, 더불어민주당, 초선)
  - 2016. 6.~2018. 5. 제20대 국회 전반기 교육문화체육관광위원회 위원
  - 2017. 6.~2018. 5. 제20대 국회 전반기 예산결산특별위원회 위원
  - 2018. 7.~2019. 5. 제20대 국회 후반기 운영위원회 위원
  - 2018. 7.~2019. 2. 제20대 국회 후반기 보건복지위원회 간사
  - 2018. 9. 제20대 국회 헌법재판소장(유남석) 임명 동의에 관한 인사청문특별위원회 위원
  - 2018. 12. 제20대 국회 대법관(김상환) 임명동의에 관한 인사청문특별위원회 위원
  - 2019. 2.~2020. 5. 제20대 국회 후반기 문화체육관광위원회 간사
- 2020. 5.~2024. 5. 제21대 국회의원(인천 서구 을, 더불어민주당, 재선)
  - 2020. 6.~2021. 5. 제21대 국회 전반기 법제사법위원회 위원
  - 2020. 6.~2020. 12. 제21대 국회 전반기 여성가족위원회 위원
  - 2021. 4.~2021. 4. 제21대 국회 대법관(천대엽) 임명동의에 관한 인사청문특별위원회 위원
  - 2021. 5.~2021. 5. 제21대 국회 전반기 산업통상자원중소벤처기업위원회 위원
  - 2021. 5.~2022. 5. 제21대 국회 전반기 국토교통위원회 위원
  - 2022. 4.~2022. 5. 제21대 국회 국무총리(한덕수) 임명동의에 관한 인사청문특별위원회 위원
  - 2022. 7.~2023. 6. 제21대 국회 후반기 기획재정위원회 간사
  - 2023. 6.~2024. 5. 제21대 국회 후반기 보건복지위원회 위원장
  - 2023. 6.~2024. 5. 제21대 국회 후반기 예산결산특별위원회 위원

## 전과
- 폭력행위등처벌에관한법률위반, 집회및시위에관한법률위반: 징역 1년 6월 - 1986년 3월 21일 선고, 1987년 7월 10일 특별복권[3]

## 가족
- 배우자: 김경숙
- 자녀: 2남(신새벽(1990년), 신새날(1991년))

## 역대 선거 결과
|  | 26.40% |

|  | 38.98% |

|  | 41.15% |

|  | 42.85% |

|  | 45.84% |

|  | 61.64% |

## 소속 정당
| 소속 정당 | 소속 정당      | 소속 기간 | 비고      |
| --------- | -------------- | --------- | --------- |
|           | 새천년민주당   | 2002~2003 | 정계 입문 |
|           | 무소속         | 2003      | 탈당      |
|           | 열린우리당     | 2003~2007 | 창당      |
|           | 대통합민주신당 | 2007~2008 | 합당      |
|           | 통합민주당     | 2008      | 합당      |
|           | 민주당         | 2008~2011 | 당명 변경 |
|           | 민주통합당     | 2011~2013 | 합당      |
|           | 민주당         | 2013~2014 | 당명 변경 |
|           | 새정치민주연합 | 2014~2015 | 합당      |
|           | 더불어민주당   | 2015~현재 | 당명 변경 |

## 같이 보기
- 인천광역시 부시장
- 인천 서구의 국회의원
- 서구 을 (인천)